# Isinuta
Isinuta es una localidad boliviana perteneciente al municipio de Villa Tunari, ubicado en la provincia del Chapare del departamento de Cochabamba. En cuanto a distancia, Isinuta se encuentra a 211 km de la ciudad de Cochabamba, la capital departamental, y a 48 km de Villa Tunari. La localidad forma parte de la Ruta Nacional 24 de Bolivia.  
Según el último censo de 2012 realizado por el Instituto Nacional de Estadística de Bolivia (INE), la localidad cuenta con una población de 971 habitantes y está situada a 245 metros sobre el nivel del mar.

## Demografía
La población de la localidad ha aumentado solo ligeramente en las últimas dos décadas:
| Año  | Población | Fuente                  |
| ---- | --------- | ----------------------- |
| 1992 | 880       | Censo boliviano de 1992 |
| 2001 | 719       | Censo boliviano de 2001 |
| 2012 | 971       | Censo boliviano de 2012 |

## Transporte
Isinuta se encuentra a 210 kilómetros por carretera al noreste de Cochabamba, la capital departamental.
Al sur de Isinuta se encuentra la ruta troncal Ruta 4 de 1.657 kilómetros, que atraviesa el país de oeste a este. Conduce desde Tambo Quemado en la frontera con Chile vía Cochabamba y Sacaba hasta Villa Tunari y vía Santa Cruz de la Sierra hasta Puerto Suárez en la frontera con Brasil. Dos kilómetros al este de Villa Tunari antes del puente fluvial sobre el río Chapare, la Ruta 24 se bifurca en dirección norte desde la Ruta 4 y llega a Isinuta por Eterazama y Samuzabety después de 47 kilómetros.